# Saint-Martin-au-Bosc
Saint-Martin-au-Bosc är en kommun i departementet Seine-Maritime i regionen Normandie i norra Frankrike. Kommunen ligger i kantonen Blangy-sur-Bresle som tillhör arrondissementet Dieppe. År 2022 hade Saint-Martin-au-Bosc 274 invånare.

## Befolkningsutveckling
Antalet invånare i kommunen Saint-Martin-au-Bosc
| Referens: INSEE |